# Knoten (Botanik)

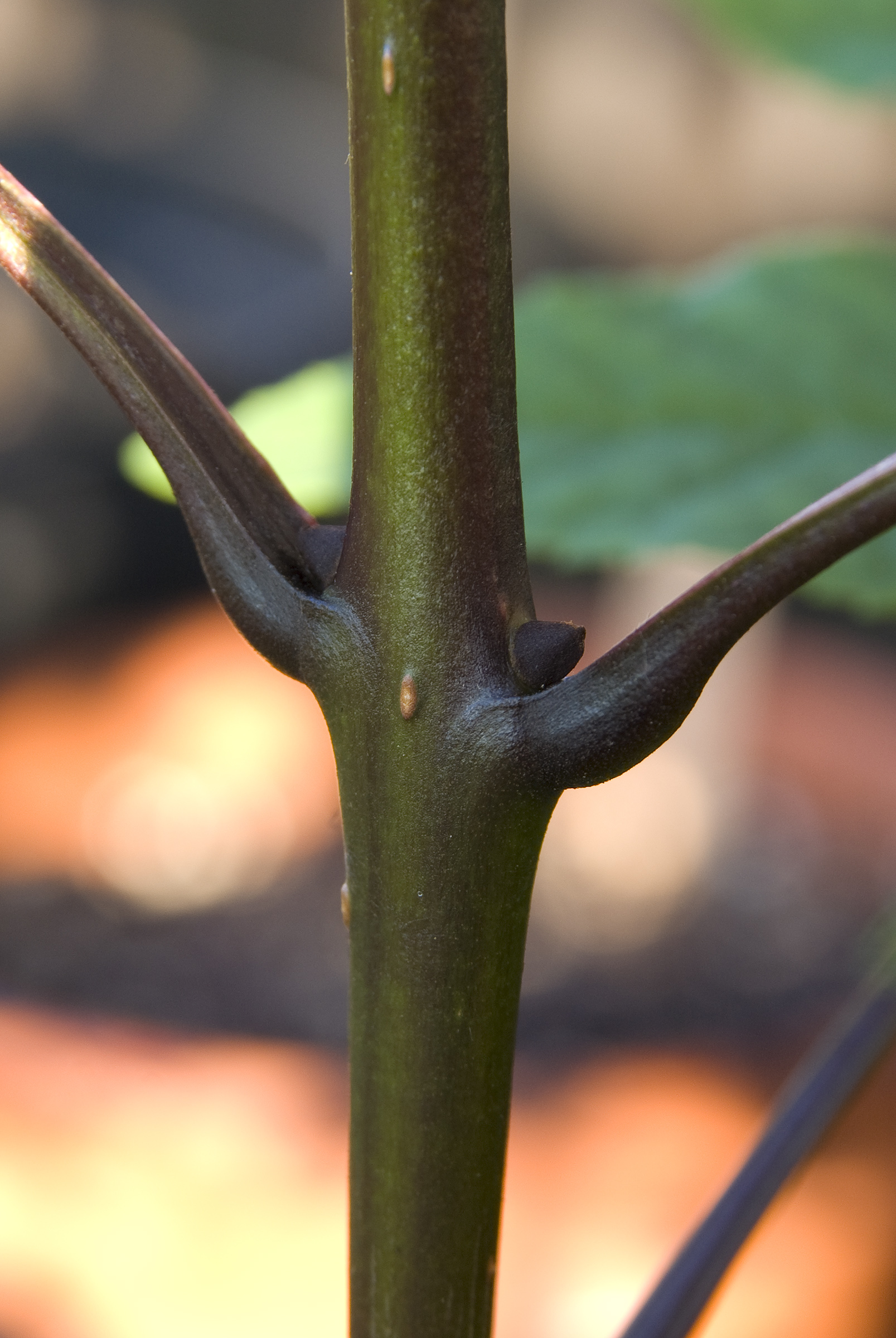
Knoten bei einer jungen Esche

Als Knoten (lateinisch nodus) oder Sprossknoten wird der Bereich der Sprossachse bezeichnet, an dem ein oder mehrere Blätter ansetzen. Die Knoten bzw. Nodi (umgangssprachlich auch Nodien) können je nach Pflanzenart kahl oder behaart sein. Der Sprossachsenbereich zwischen zwei Knoten wird Internodium genannt. Die Bezeichnung Knoten nimmt Bezug auf die häufige Verdickung der Sprossachse an der Stelle des Blattansatzes.
Der Begriff Nodus fand schon bei Albertus Magnus (1192–1280) in seinem Werk De Vegetabilibus Verwendung.

## Knotenanatomie
Die in die Blätter abzweigenden Leitbündel (Blattspurstränge) hinterlassen im Achsenleitbündel der Sprossachse Lücken, die Lakunen. Die Anzahl der Lakunen und Blattspurstränge ist variabel und von systematischem Interesse. Die häufigsten Typen sind:
- einspurig/unilakunär: an einem Knoten zweigt nur eine Blattspur ab und hinterlässt eine Lücke.
- zweispurig/dilakunär: an einem Knoten zweigen zwei Blattspuren ab und hinterlassen eine gemeinsame Lücke.
- dreispurig/trilakunär: an einem Knoten zweigen drei Blattspuren ab, von denen jede je eine Lücke hinterlässt.
- vielspurig/multilakunär: an einem Knoten zweigen mehr als drei Blattspuren ab, von denen jede je eine Lücke hinterlässt. Dieser Fall tritt häufig bei Pflanzen auf, die eine basale Blattscheide ausbilden, etwa bei den Doldenblütlern oder Knöterichgewächsen.